# Леонов (Саратовская область)
Леонов —хутор в Новоузенском районе Саратовской области в составе сельского поселения Пограниченское муниципальное образование. 

## География
Находится на расстоянии примерно 32 километра по прямой на восток-северо-восток от районного центра города Новоузенск.

## История
Официальная дата основания 1860 год.

## Население
Постоянное население составило 6 человек (100% чеченцы) в 2002 году, 4 в 2010.